# Mes mains sur ton corps
Pour plus de détails, voir Fiche technique et Distribution.
Mes mains sur ton corps (Le tue mani sul mio corpo) est un film italien réalisé par Brunello Rondi et sorti en 1970.

## Synopsis
Un jeune névrosé consacre sa vie à harceler celle des autres, particulièrement celles de son père et de sa belle-mère. Pas même sa rencontre avec une belle jeune femme ne parviendra à le débarrasser de ses fantasmes macabres.

## Fiche technique
Sauf indication contraire, les informations mentionnées dans cette section peuvent être confirmées par la base de données cinématographiques IMDb,  présente dans la section « Liens externes ».
- Titre français : Mes mains sur ton corps[2]
- Titre original italien : Le tue mani sul mio corpo[3]
- Réalisation : Brunello Rondi
- Scénario : Luciano Martino, Francesco Scardamaglia (it), Brunello Rondi
- Photographie : Alessandro D'Eva (it)
- Montage : Michele Massimo Tarantini
- Musique : Giorgio Gaslini
- Production : Mino Loy, Luciano Martino
- Société de production : Zenith Cinematografica, Devon Film
- Pays de production :  Italie
- Langue de tournage : italien
- Format : Couleur par Eastmancolor - 2,35:1 - Son mono - 35 mm
- Durée : 91 minutes (1 h 31[3])
- Genre : Giallo
- Dates de sortie :
  - Italie et France : 1970

## Distribution
- Lino Capolicchio : Andrea
- Erna Schürer : Mireille
- Colette Descombes : Carole
- José Quaglio : Mario
- Pier Paola Bucchi : Clara
- Anne Marie Braafheid : Nivel
- Gianni Pulone : Le barman
- Daniël Sola
- Elena Cotta
- Irene Aloisi
- Paolo Rosani